# Heiner Wilmer
Heiner Wilmer SCI (ur. 9 kwietnia 1961 w Schapen) – niemiecki biskup rzymskokatolicki, biskup diecezjalny Hildesheimu od 2018.

## Życiorys
Święcenia kapłańskie otrzymał 31 maja 1987 w zgromadzeniu sercanów. Pracował głównie w szkołach zakonnych. W 2007 został prowincjałem niemieckiej prowincji sercanów. 25 maja 2015 wybrany generałem zgromadzenia.
6 kwietnia 2018 papież Franciszek mianował go biskupem diecezjalnym Hildesheimu. Sakry udzielił mu 1 września 2018 metropolita Hamburga – arcybiskup Stefan Heße.